# Pietro Vesconte

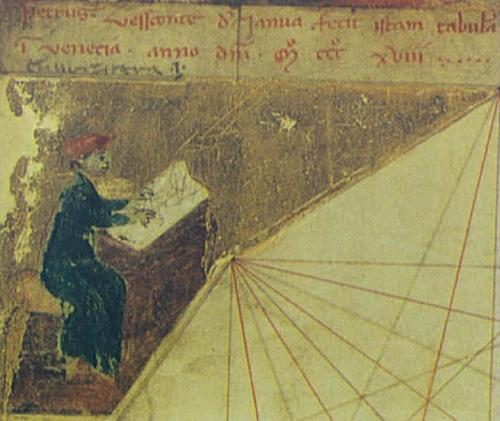
Imagen de un cartógrafo trabajando, que se supone es del propio Vesconte Pietro, del atlas de Vesconte de 1318 (Museo Correr, Venecia)

Pietro Vesconte (fl. 1310–1330) fue un cartógrafo y geógrafo del siglo XIV de la República de Génova, un pionero en el campo de las cartas portulanas que influyó en la cartografía italiana y catalana a lo largo de los siglos XIV y XV. Parece haber sido el primer cartógrafo profesional en firmar y fechar sus obras con regularidad.
Aunque Vesconte nació en Génova, produjo gran parte de su trabajo en Venecia. Estuvo activo entre 1310 y 1330, produciendo numerosos mapas. Sus cartas náuticas se encuentran entre las primeras en cartografiar con precisión regiones del mar Negro y del mar Mediterráneo. También produjo representaciones cada vez más precisas de las costas del norte de Europa, en particular las de Gran Bretaña y, en menor medida, de Irlanda.
Su carta portulana de 1311 del Mediterráneo oriental es la carta náutica firmada y fechada más antigua que se conserva de la época medieval. Es también el autor de al menos cuatro hojas firmadas de diversos atlas (1313, 1318a, 1318b, c. 1321), en los que las diversas hojas se pueden combinar en una sola carta náutica. También hay un atlas (1321) y una solitaria carta portulana (1327) firmados por Perrino Vesconte, que se supone son del propio Pietro o posiblemente de un pariente más joven de su familia que usó el diminutivo de 'Pietro'. La imagen de un cartógrafo trabajando, que aparece en un atlas de Vesconte de 1318, es posible que represente al propio Vesconte.
Pietro Vesconti trasladó su experiencia como fabricante de portulanos en el mapamundi (mapa circular del mundo) que produjo, que introdujo una precisión nunca antes vista en el género. Proporcionó un mapa del mundo, un atlas náutico, un mapa de Tierra Santa y las plantas de las ciudades de Acre y Jerusalén, para que fueran incorporadas en el Liber secretorum fidelium cruces, Marino Sanuto, una obra que tuvo por objeto fomentar una nueva cruzada. Hay tres copias conocidass del Liber de Sanuto (c. 1320-21, c. 1321 y c. 1325) que incluyen mapas de Vesconte, estando solamente el primero de ellos firmados, aunque los dos últimos se supone que con seguridad fueron hecho por él, o, al menos, bajo su dirección.

## Obras de Vesconte (o atribuidas)
Las siguientes obras han sido firmadas, o atribuidos, a Pietro Vesconte.
- 1311 - Carta portolana del Mediterráneo oriental, firmada y fechada, perteneciente (C.N.1) al Archivio di Stato en Florencia, Italia.

- 1313 - Atlas de seis hojas, firmado y fechado, perteneciente (DD 687) a la Biblioteca nacional de Francia  en París, Francia. (1. Calendario, 2. Mar Negro, 3. Mar Egeo, 4. Mediterráneo oriental, 5. Mediterráneo central, 6. Mediterráneo occidental e Islas Británicas)[5]

- 1318 - Atlas de siete hojas, firmado y fechado, perteneciente (Port. 28) al Museo Correr en Venecia, Italia. (1. Calendario, 2. Mar Negro, 3. Mediterráneo oriental, 4. Mediterráneo central, 5. Mediterráneo occidental, 6. España y África norte, 7. Atlántico norte)

- 1318 - Atlas de diez hojas, firmado y fechado, perteneciente (MS 594) a la Biblioteca Nacional de Austria de Viena, Austria. (1.Calendario, 2. Mar Negro, 3. Mediterráneo oriental, 4. Mediterráneo central (sur), 6. Mediterráneo central (norte) 7. Mediterráneo occidental, 8. España y costa Atlántica francesa, 9. Islas Británicas, 10. Mar Adriático)

- c.1320-21 - Mapamundi más atlas de cinco hojas, sin datar pero firmado por Vesconti, del Liber secretorum de Marino Sanuto (parcialmente perdido), perteneciente (Pal.Lat.1362A) a la Biblioteca Apostólica Vaticana en la Ciudad del Vaticano (2. Mar Negro, 3. Mar Egeo, 4. Palestina y Mediterráneo oriental. 5. Adriático y África norte, 6. Mediterráneo occidental y Atlántico norte)

- 1321 - Atlas Perrino Vesconte de cinco hojas, firmado y fechado, perteneciente (R.P.4) a la Biblioteca Central de Zúrich, Suiza (1 Calendario, 2. España y Atlántico norte, 3. Mediterráneo central, 4. Mediterráneo oriental. 5. Mar Negro)[6]

- c.1321 - Atlas de nueve hojas, sin datar, perteneciente (MS 175) a la Biblioteca municipal de Lyon, Francia. (1. Calendario, 2. rhumb network, 3. Mar Negro, 4. Mediterráneo oriental, 5. Mediterráneo central (norte), 6. Mediterráneo central (norte) 7. Mediterráneo occidental. 8. Islas Británicas & Francia, 9. Mar Adriático)

- c.1321 - Mapamundi y atlas de cinco hojas, sin datar ni firmar, atribuido a Vesconte, del Liber secretorum de Marino Sanuto, perteneciente (Vat. Lat. 2972) a la Biblioteca Apostólica Vaticana en la Ciudad del Vaticano (1. Mar Negro, 2. Aegean y África norte, 3. Palestina & Mediterráneo oriental 4. Mediterráneo central, 5. Mediterráneo occidental y Atlántico norte)

- c.1325 - Mappa mundi y atlas de cinco hojas, sin datar ni firmar, atribuido a Vesconte, del Liber secretorum de Marino Sanuto, perteneciente (Add MS 27376) a la Biblioteca Británica, en Londres, UK. (1. España y Atlántico norte, 2. Mediterráneo central, 3. Palestina y Mediterráneo oriental, 4. Mar Egeo y África norte, 5. Mar Negro)

- 1327 - Carta portolana Perrino Vesconte, firmada y fechada, perteneciente (Med Palat.248) a la Biblioteca Medicea Laurenziana en Florencia, Italia.[7]

## Galería de imágenes

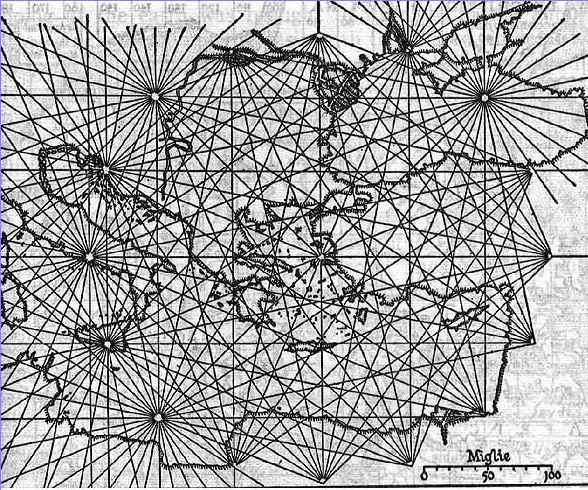
Portulano de 1311 de Pietro Vesconte del Mediterráneo oriental, la primera carta portulana firmada (Archivio di Stato de Florencia)
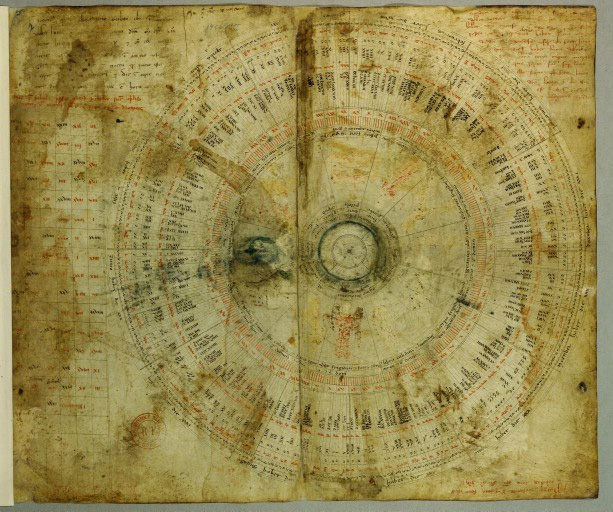
Calendario astronómico del atlas de 1313 de Pietro Vesconte. (Biblioteca nacional de Francia, París)
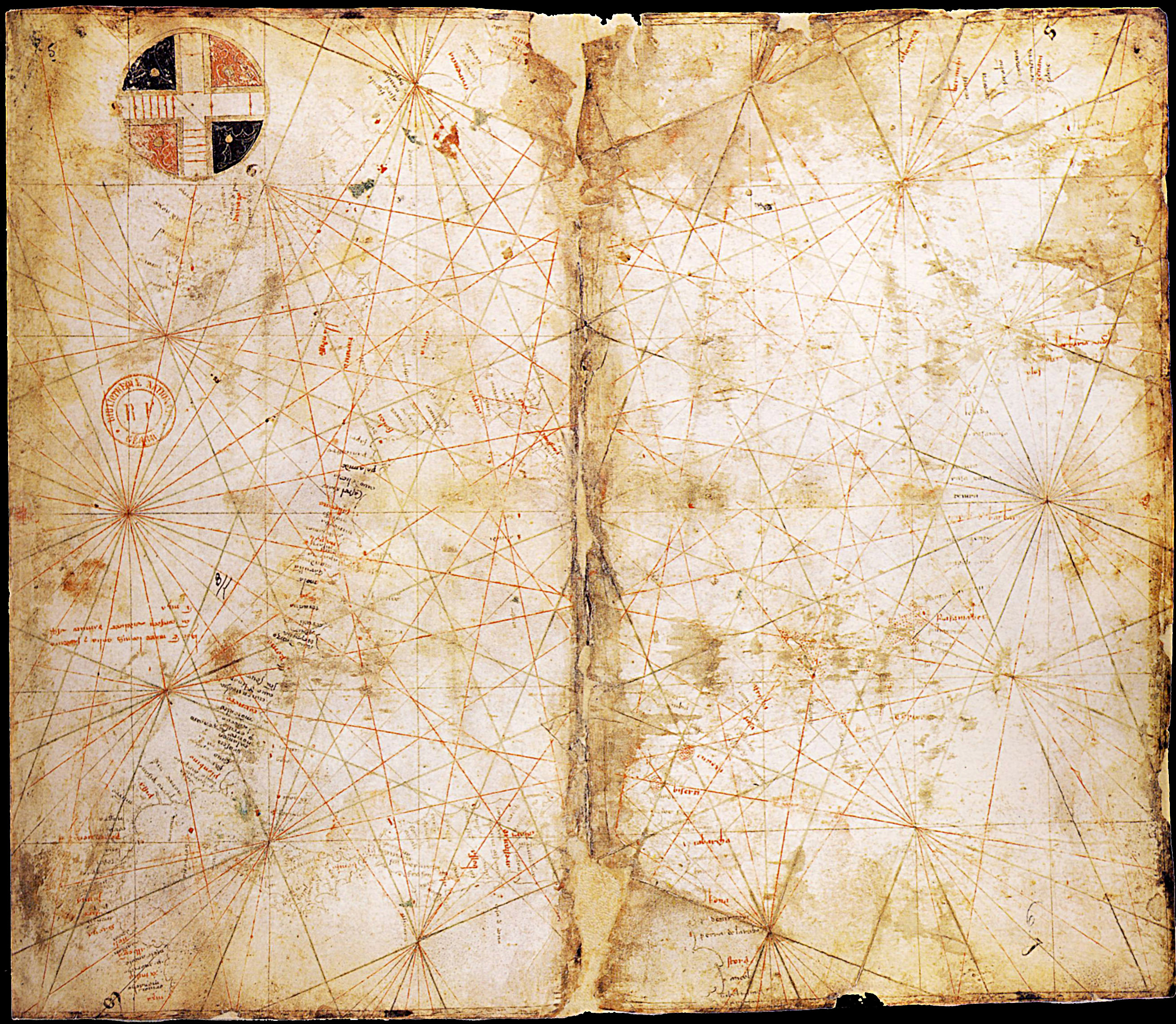
Atlántico mapa, hoja del atlas de 1313 de Pietro Vesconte. (Biblioteca nacional de Francia, París)
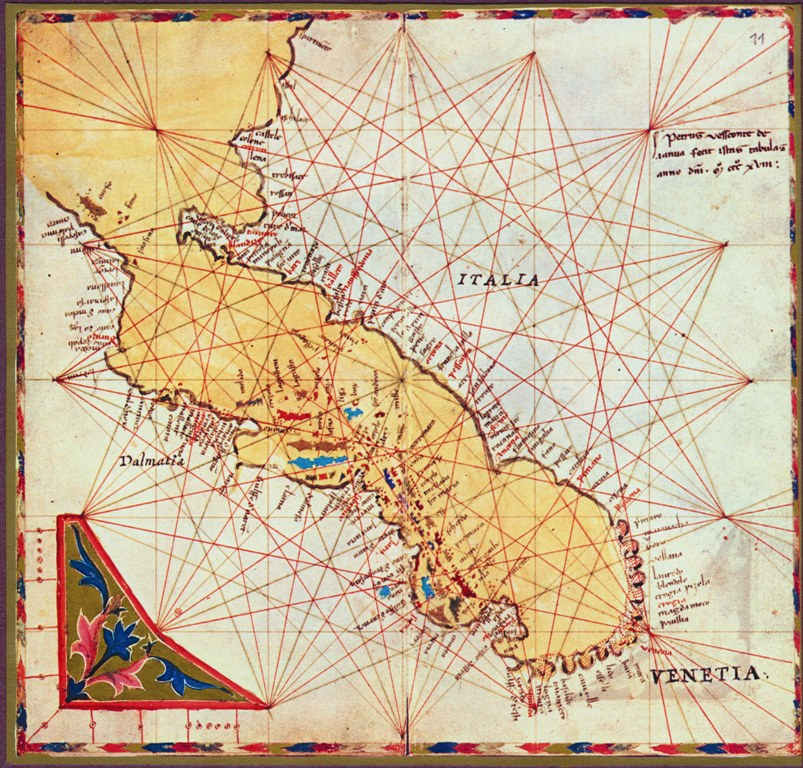
Mapa del mar Adriático, hoja del atlas de 1318 de Pietro Vesconte (Biblioteca Nacional de Austria, Viena)
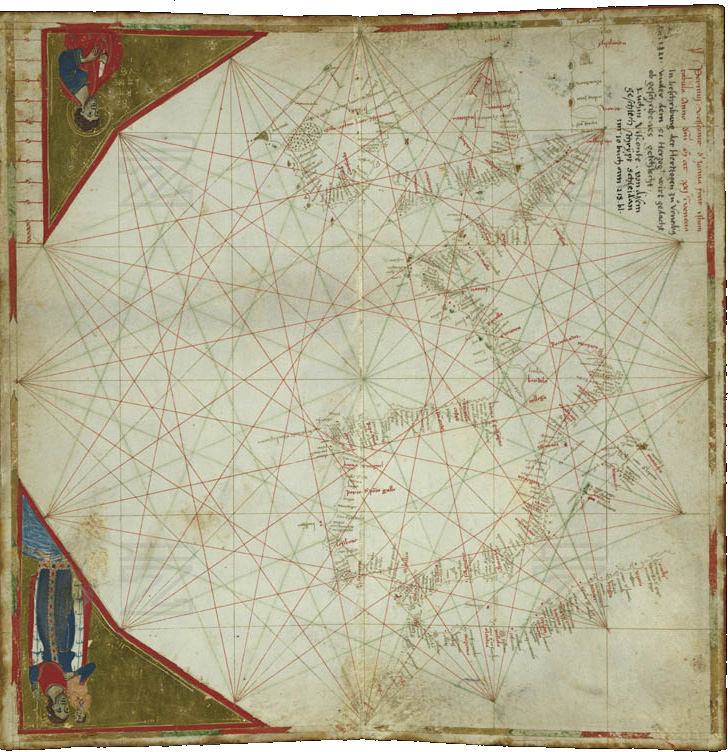
Mapa del Atlántico, hoja del atlas de 1321 de "Perrino" Vesconte (Biblioteca Central de Zúrich)
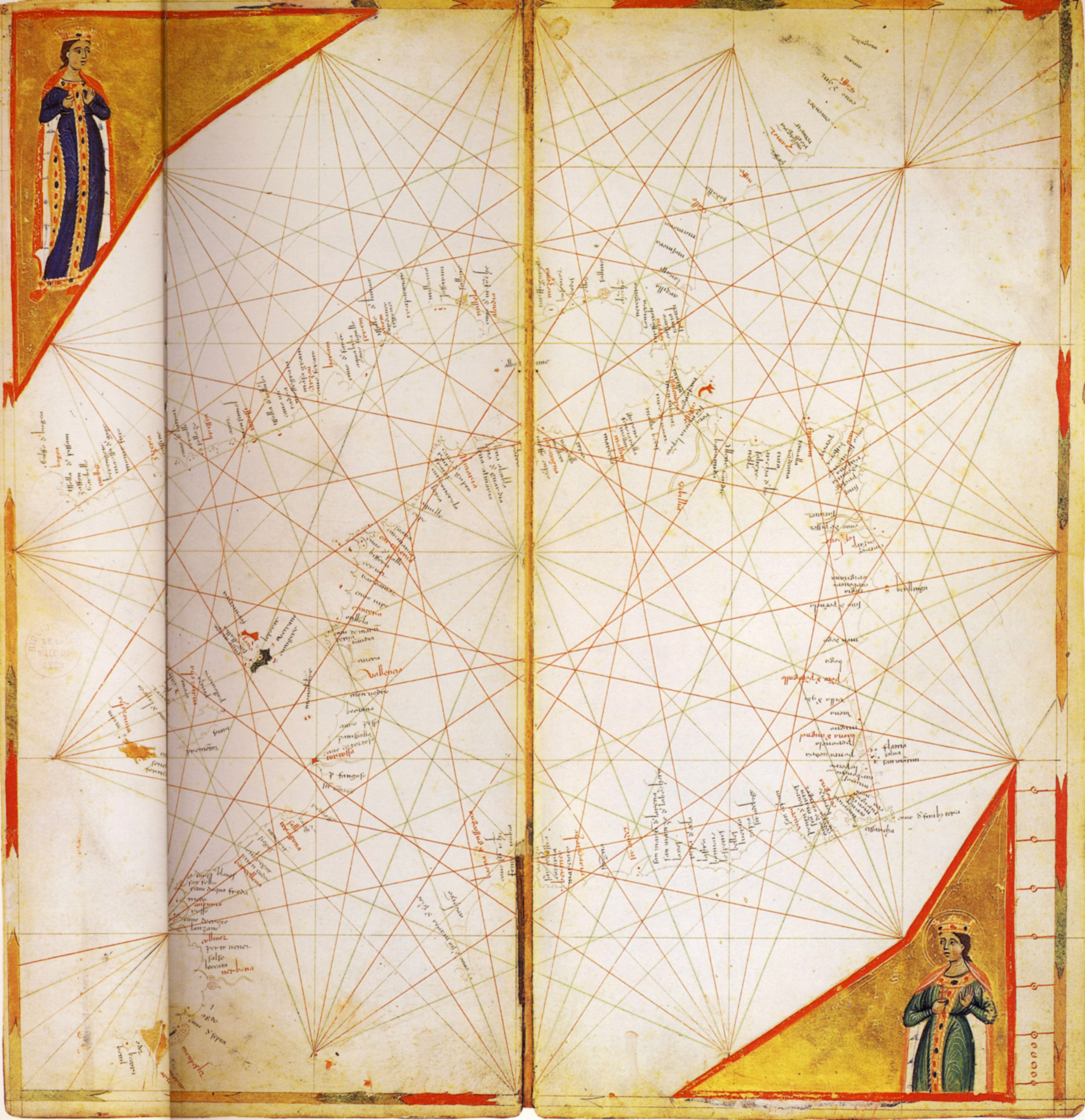
Mapa del Mediterráneo occidental, hoja del atlas de c. 1321 de Pietro Vesconte (Biblioteca municipal de Lyon)
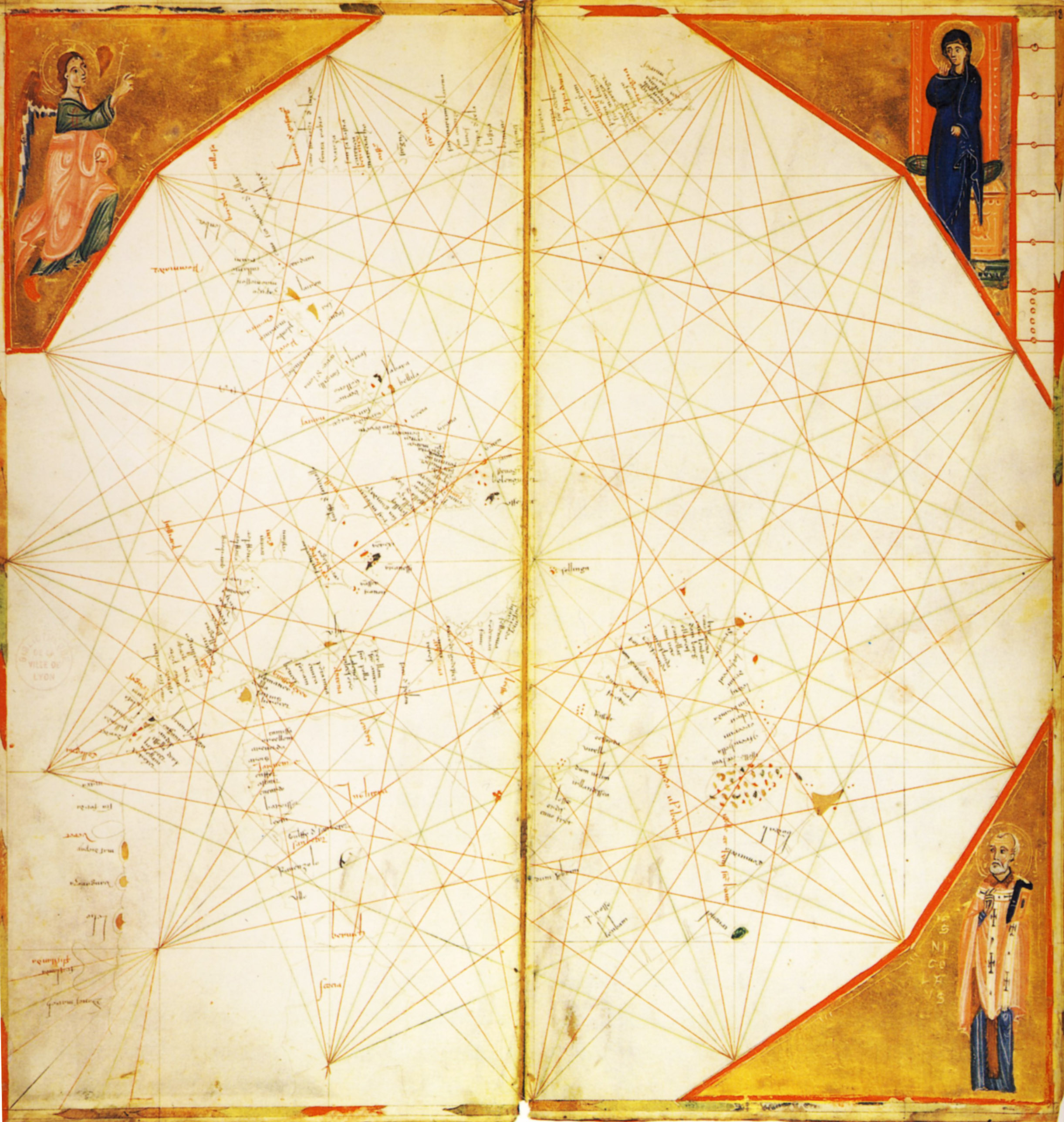
Mapa del Atlántico norte (Francia, Britain, Ireland), hoja del atlas de Pietro Vesconte c. 1321 (Biblioteca municipal de Lyon)
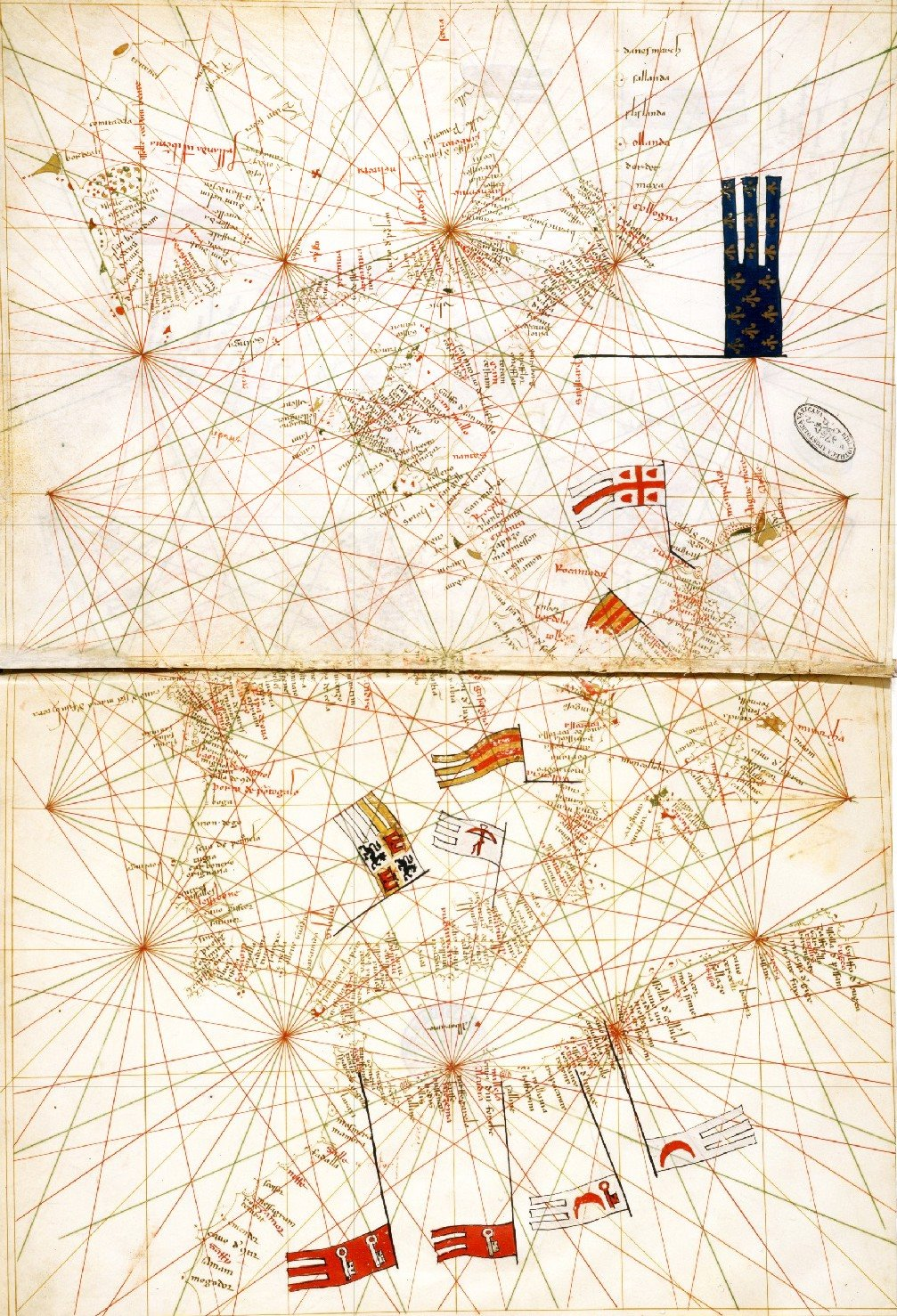
Mapa del Atlántico, sheet from Vesconte's c.1321 atlas for Marino Sanuto's Liber Secretum (Biblioteca Vaticana)
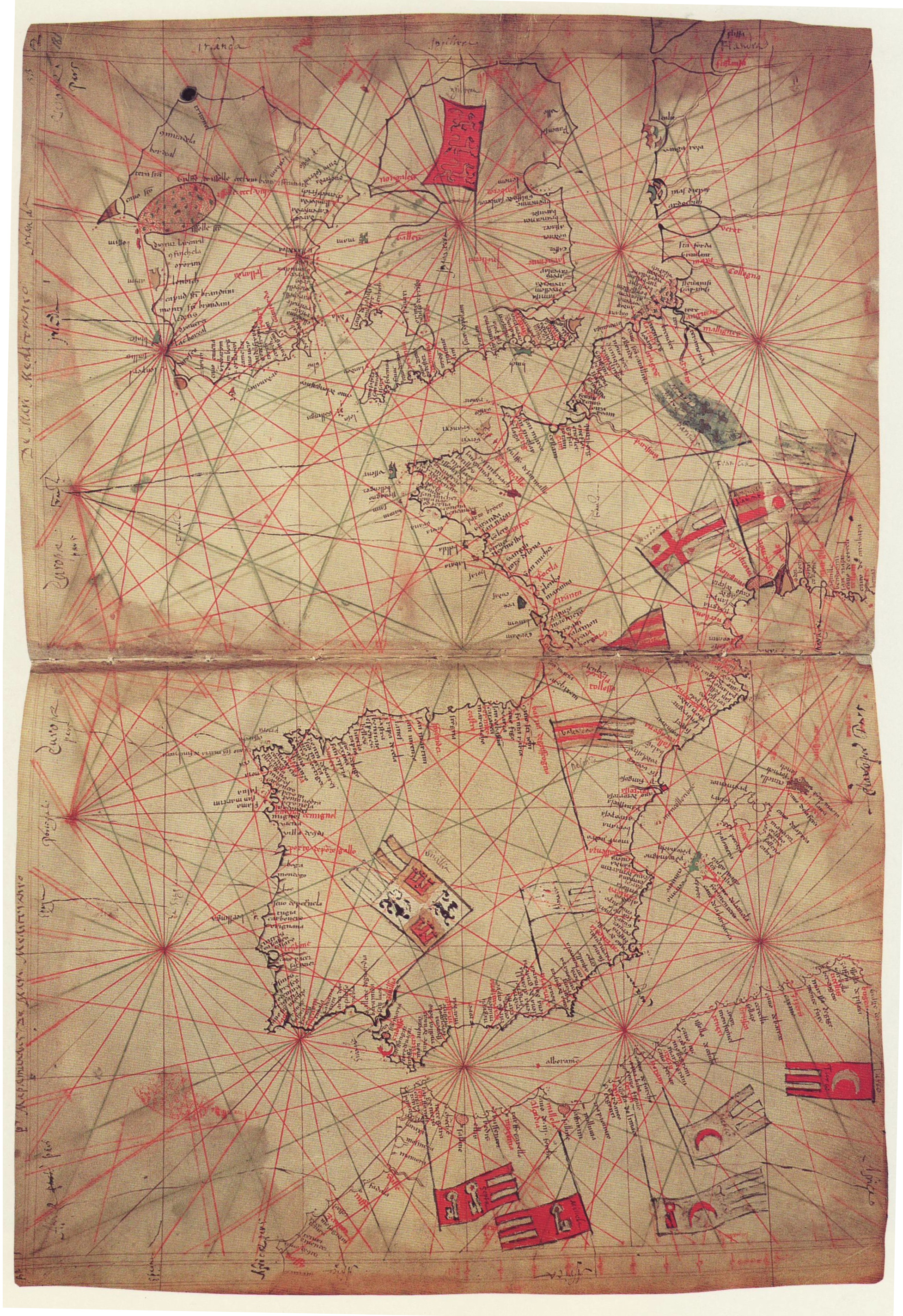
Mapa del Atlántico, sheet from Vesconte's c.1325 atlas for Marino Sanuto's Liber Secretum (Biblioteca Británica)
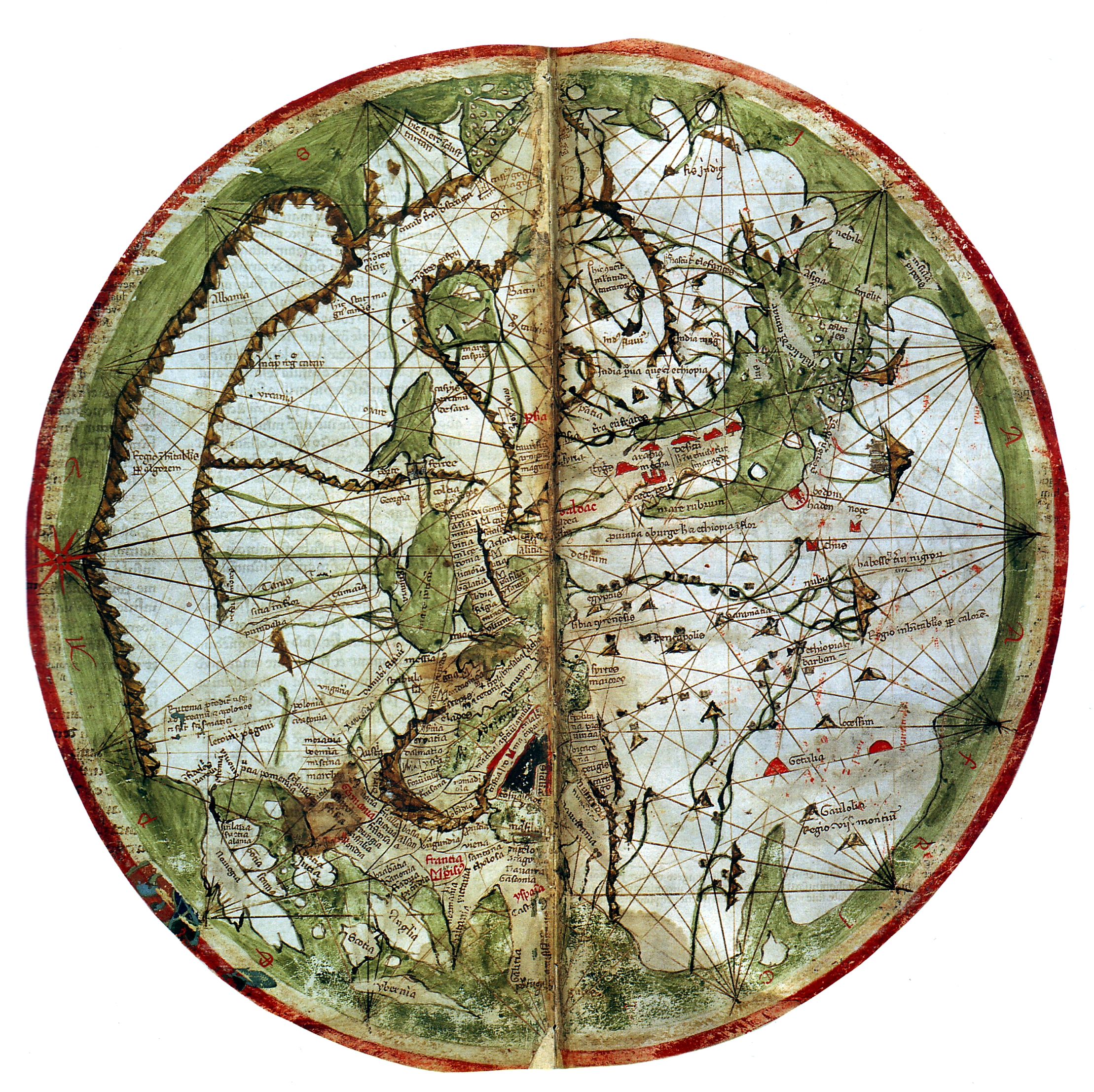
Pietro Vesconte's Mappa Mundi del Marino Sanuto's Liber secretorum (orientada con el Este arriba)